# Chrysler Sigma
Chrysler Sigma – samochód osobowy klasy średniej produkowany pod amerykańską marką Chrysler w latach 1977 – 1980. 

## Historia i opis modelu

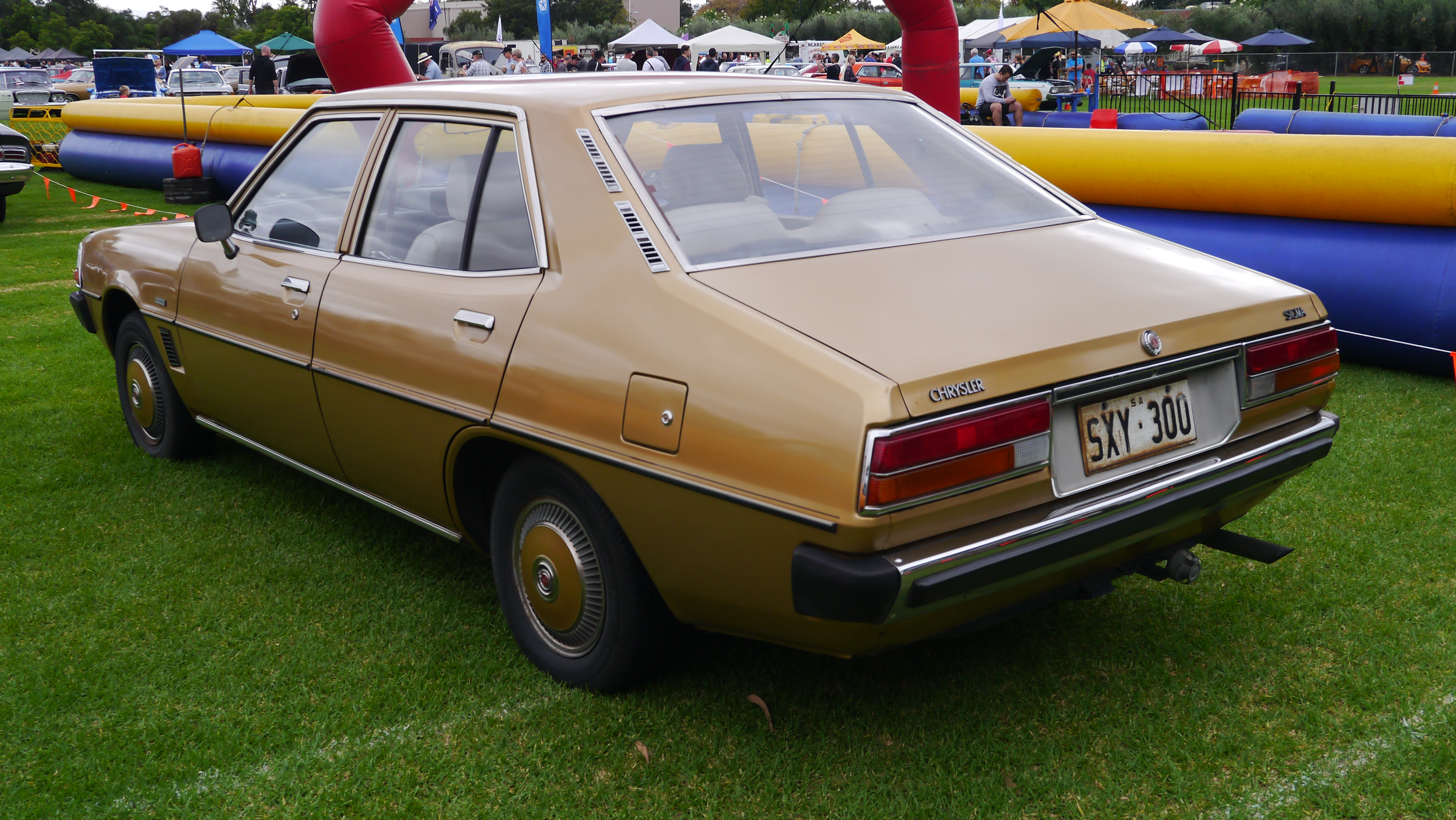
Chrysler Sigma - tył

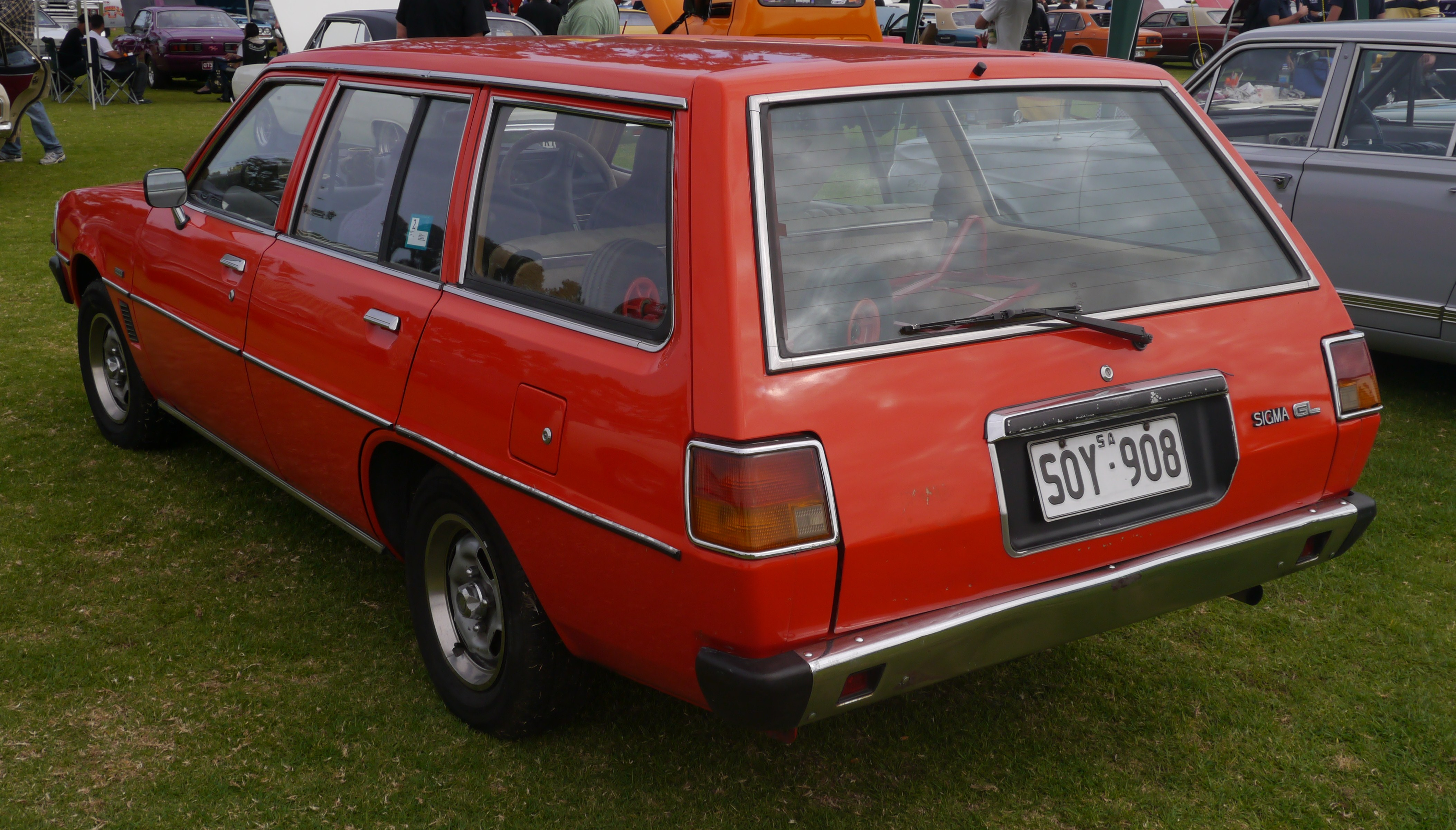
Chrysler Sigma Kombi

W 1977 roku australijski oddział Chryslera zaprezentował średniej wielkości model, który powstał we współpracy z japońskim Mitsubishi. Sigma była australijską odmianą trzeciej generacji modelu Galant, trafiając do lokalnej produkcji w zakładach w Adelaide. W dotychczasowej ofercie, Chrysler Sigma zastąpił modele Galant i Centura, trafiając do sprzedaży zarówno jako 4-drzwiowy sedan, jak i 5-drzwiowe kombi.

### Zmiana nazwy
Po tym, jak w 1980 roku Chrysler wycofał się z Australii i zamknął swój lokalny oddział, tutejsze operacje odkupiło Mitsubishi. W ten sposób, Chrysler Sigma po modernizacji w kwietniu 1980 roku został przemianowany na Mitsubishi Sigma. Pod tą postacią produkowano go do 1987 roku.

### Wersje wyposażenia
- Galant
- GL
- SE

### Silniki
- L4 1.6l 4G32
- L4 1.8l 4G51
- L4 2.0l 4G52
- L4 2.5l 4G54